# USS McCampbell (DDG-85)
USS McCampbell (DDG-85) —  есмінець КРО типу «Арлі Берк» ВМС США. Тридцять п'ятий корабель цього типу в складі ВМС, будівництво яких було схвалене Конгресом США. Названий у честь самого результативного аса ВМС США періоду Другої світовий війни Девіда Маккемпбелла.

## Будівництво
Корабель є 35-м есмінцем даного типу і 20-м, побудованим на корабельні Bath Iron Works в Баті (штат Мен). Будівництво розпочалося 16 липня 1999 року, спущений на воду і хрещений 2 липня 2000 року. 17 серпня 2002 року на пірсі 30 в Сан-Франциско (штат Каліфорнія) відбулася церемонія введення корабля до складу ВМС США.

## Бойова служба
З липня 2007 року корабель входить у склад Сьомого флоту ВМС США, який базується в японському порту Йокосука.
У березні 2011 року був першим судном ВМС США на станції біля північно-східного регіону Хонсю , Японія, який надав допомогу  після землетрусу в Тхоку 2011 року та доставив їжу, запаси та іншу матеріальну допомогу постраждалим. Пізніше, після прибуття авіаносця Рональда Рейгана , корабель продовжив зусилля з надання допомоги як елемент групи Carrier Strike Group Seven.
13 червня 2011 року есмінець вийшов на перехват північнокорейського судна, підозрюваного в перевезенні компонентів балістичних ракет. Після огляду вантажу транспортний корабель змусили повернутися в порт приписки в КНДР.
У липні 2011 року МакКемпбелл брав участь у навчаннях  з Королівським ВМС Австралії.
5 грудня 2018 року есмінець демонстративно пройшов неподалік від бази Тихоокеанського флоту Росії у районі затоки Петра Великого, тим самим ВМС США кинули "виклик надмірним морський претензіям РФ" у регіоні.
Вранці 14 травня 2020 року есмінець зробив прохід через Тайванський протоку, що розділяє острів і материковий Китай в південному напрямку.Прес-служба флоту заявила, що прохід есмінця через Тайванську протоку є дією на підтримку забезпечення безпеки і стабільності вільного Індо-Тихоокеанського регіону.
2 липня 2020 року есмінець  вийшов з бази Йокосука (Японія) і попрямував до Портленда (штат Орегон) для модернізації, яка триватиме 17 місяців.